# Larentia hemichlorata
Larentia hemichlorata är en fjärilsart som beskrevs av Walker 1862. Larentia hemichlorata ingår i släktet Larentia och familjen mätare. Inga underarter finns listade i Catalogue of Life.